# Ороландия
Ороландия (порт. Ourolândia)  —  муниципалитет в Бразилии, входит в штат Баия. Составная часть мезорегиона Северо-центральная часть штата Баия. Входит в экономико-статистический микрорегион Жакобина. Население составляет 17 632 человека на 2006 год. Занимает площадь 1276,011 км². Плотность населения — 13,8 чел./км².

## Статистика
- Валовой внутренний продукт на 2003 год составляет 26 574 731,00 реалов (данные: Бразильский институт географии и статистики).
- Валовой внутренний продукт на душу населения на 2003 год составляет 1602,14 реала (данные: Бразильский институт географии и статистики).
- Индекс развития человеческого потенциала на 2000 год составляет 0,542 (данные: Программа развития ООН).